# El Puerto de Santa María
El Puerto de Santa María est une ville d'Espagne, dans la province de Cadix, communauté autonome d'Andalousie.

## Géographie

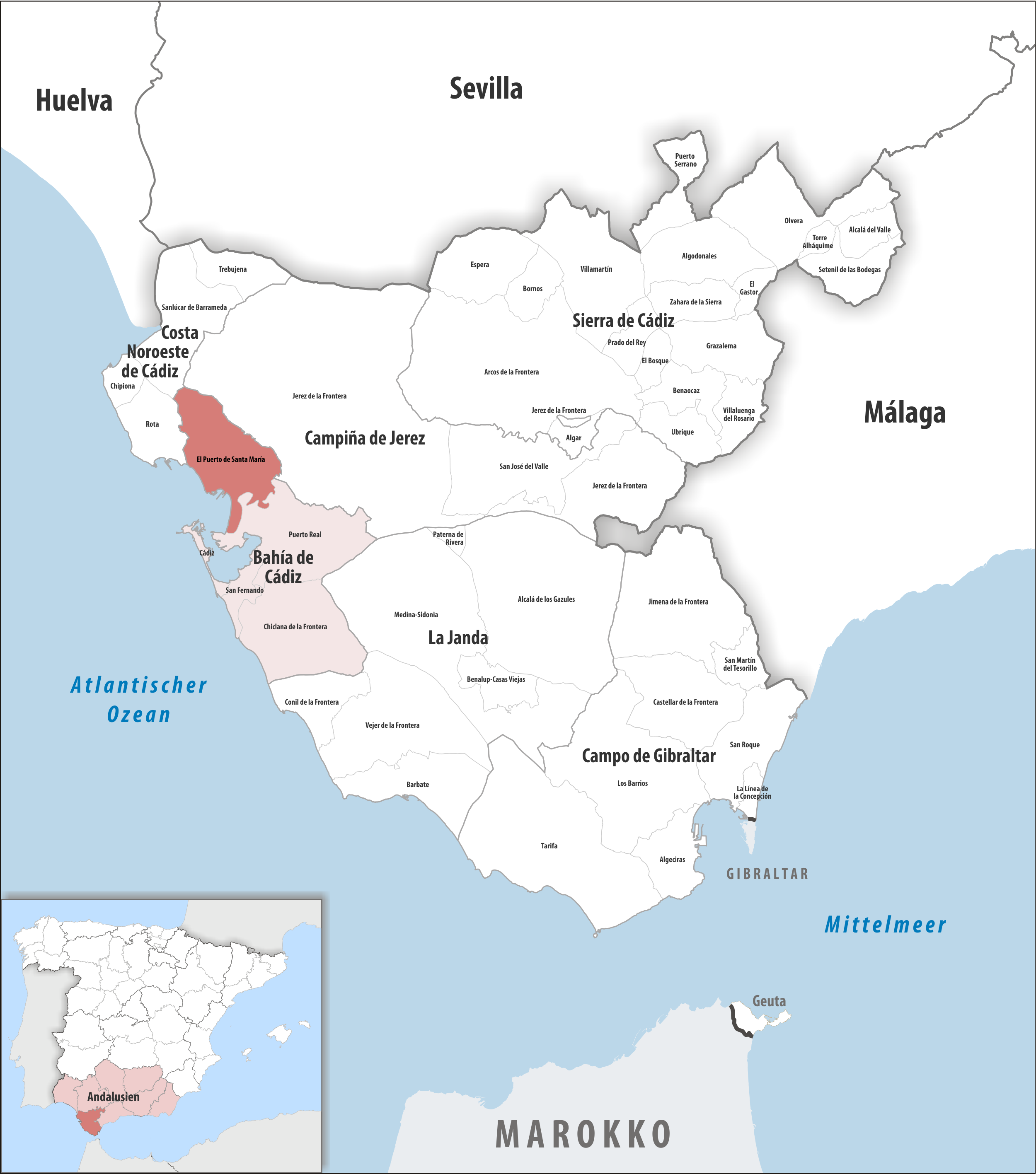
El Puerto de Santa María dans la province de Cadix / en Andalousie

### Localisation
La commune de El Puerto de Santa María se situe sur la côte Atlantique de l'Andalousie, dans la baie de Cadix, à l'embouchure du Guadalete et au sud de la petite sierra de San Cristóbal (es). Elle est dans le nord de la comarque de la Baie de Cadix, en bordure ouest de la province de Cadix
Cadix est à 10 km sud-est à travers la baie de Cadix ; 
Jerez de la Frontera à 20 km nord-est ;
Algésiras à 104 km sud-est ;
Gibraltar à 121 km sud-est.

### Description
Avec près de 22 km de côtes, El Puerto de Santa Maria se caractérise par ses 16 km de plages, toutes de sable fin et plus de 3 200 heures de soleil à l'année.
Une bonne partie du sud de la commune est comprise dans le parc naturel de la baie de Cadix (es).

## Population
Il y a environ 90 000 personnes résidant toute l'année à El Puerto de Santa Maria (89 435 habitants le 28 mai 2023). On les appelle les « Portuenses ». Avec l'été et les touristes, la population locale augmente fortement lors des mois de juillet et août. En effet, grâce à sa situation idéale pour les vacanciers cherchant soleil et plages, ainsi qu'à son charme typiquement andalou, il n'est pas rare de croiser quelques touristes venant du nord de l'Europe ou même d'Espagne. Beaucoup d'habitants de Madrid, Séville ou des grandes villes d'Andalousie possèdent des résidences secondaires à El Puerto de Santa Maria et ses alentours.

## Économie
De très nombreuses bodegas (caves) de vin de Xérès sont disséminées un peu partout dans la ville et constituent l'un des piliers de l'économie locale. L'appellation d'origine (Denominación de Origen Protegida, ou DOP) "Jerez-Xérès-Sherry" (es) s'étendait uniquement sur les municipalités de Jerez de la Frontera, El Puerto de Santa María et Sanlúcar de Barrameda ; c'est le « Triangle du Sherry » - agrandi en 2022 pour intégrer Trebujena, Lebrija, Chipiona, Rota, Chiclana et Puerto Real.

### Le port
Les activités du port de El Puerto de Santa María sont à la fois commerciales, de pêche et de sports nautiques. Il a un chenal d'entrée de 100 m de large et 1 250 m de longueur pour un tirant d'eau de 5,50 m. Sa zone de services s'étend sur un total de 687 ha, dont 92 ha sur l'eau et 595 ha sur terre. Il a 175 mouillages de plaisance, à peine plus de la moitié du Puerto América (à la pointe San Felipe (Punta San Felipe), sur la côte nord-ouest de l'île de Cadix), qui a 322 mouillages pour des bateaux de plaisance — mais ne couvre qu'un total de 10 ha. L'entreprise concessionnaire est le Real Club Náutico de El Puerto de Santa María et le tout est sous l'égide de l'Autoridad portuaria de la Bahía de Cádiz.
Un quai de 792 m dessert 8,30 ha d'entrepôts et hangars et deux bascules de 60 t pour le stockage de marchandises générales et en vrac ; un autre quai de 1 050 m est dévolu à l'activité de pêche, ainsi que 10,11 ha pour le marché aux poissons et les entrepôts.
Des catamarans assurent le transport local.
En semaine il y a 11 traversées Cadix-Santa Maria et 10 traversées Santa Maria-Cadix ; la circulation du week-end est allégée : seulement 4 traversées aller-retour.

## Politique et administration
La ville d'El Puerto de Santa María comptait 89 435 habitants aux élections municipales du 28 mai 2023. Son conseil municipal (en espagnol : Pleno del Ayuntamiento) se compose donc de 25 élus.
Elle fait partie de la Communauté des municipalités de la baie de Cadix (es), avec Cadix, Jerez de la Frontera, San Fernando, Chiclana de la Frontera, Puerto Real et Rota. Elle fait aussi partie de l'aire métropolitaine de la baie de Cádiz-Jerez (es).

### Maires
| Mandat    | Maire | Maire                                             | Parti | Majorité |
| --------- | ----- | ------------------------------------------------- | ----- | -------- |
| 1979-1983 |       | Antonio Álvarez Herrera Rafael Gómez Ojeda (1981) | PCE   | 7 / 25   |
| 1983-1987 |       | Rafael Gómez Ojeda                                | PCE   | 9 / 25   |
| 1983-1987 |       | Juan Manuel Torres Ramírez (1986)                 | PSOE  | 8 / 25   |
| 1987-1991 |       | Juan Manuel Torres Ramírez                        | PSOE  | 10 / 25  |
| 1991-1995 |       | Hernan Díaz Cortes                                | IP    | 8 / 25   |
| 1995-1999 |       | Hernan Díaz Cortes                                | IP    | 16 / 25  |
| 1999-2003 |       | Hernan Díaz Cortes                                | IP    | 10 / 25  |
| 2003-2007 |       | Hernan Díaz Cortes Fernando Gago (es) (2006)      | IP    | 10 / 25  |
| 2007-2011 |       | Enrique Moresco (es)                              | PP    | 11 / 25  |
| 2011-2015 |       | Enrique Moresco (es) Alfonso Candón (2014)        | PP    | 11 / 25  |
| 2015-2019 |       | David De la Encina                                | PSOE  | 8 / 25   |
| 2019-2023 |       | Germán Beardo (es)                                | PP    | 9 / 25   |
| 2023-2027 |       | Germán Beardo (es)                                | PP    | 14 / 25  |

### Jumelages
- Brighton, Royaume-Uni
- Texcoco, Mexique
- Calp, Alicante, Espagne
- Casablanca, Maroc

## Personnalités liées à El Puerto de Santa María
- The Brass Buttons, groupe de rock indépendant espagnol, originaire d'El Puerto de Santa María.
- Ángel León, chef cuisinier espagnol, chef-propriétaire du restaurant Aponiente situé à El Puerto de Santa María[14], trois étoiles au guide Michelin depuis 2018[15].

### Personnalités nées à El Puerto de Santa María
- Martín de Garay (1771-1822), homme d'état,
- Antonia Jiménez (1972-), compositrice de flamenco,
- Francisco Javier de Burgos y Sarragoiti (1842-1902), journaliste, dramaturge et personnalité politique,
- Rafael Alberti (1902-1999), poète,
- Juan Modesto (1906-1969), militant politique,
- José Manuel Pinto (1975-), footballeur,
- Joaquín Sánchez Rodríguez (1981-), footballeur.

## Monuments remarquables
- Château de San Marcos

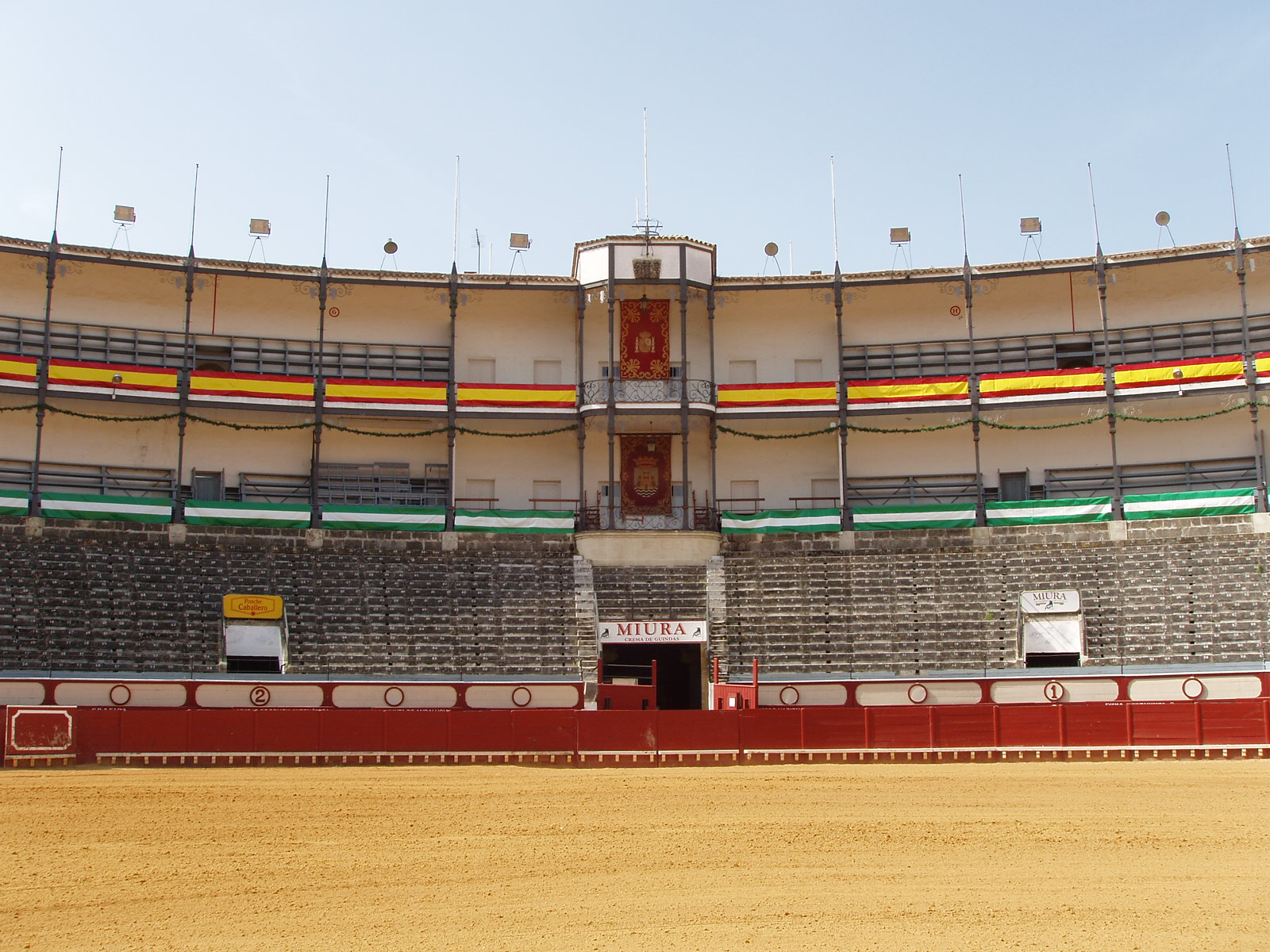
Les arènes

- Ancien hôpital de San Juan de Dios[16], utilisé comme siège de certaines prestations du Service andalou de la santé (SAS) jusqu'à sa fermeture à la fin des années 1990 pour cause de vétusté, et qui vient de recevoir début 2025 une subvention des fonds européens Next Generation pour la première intervention de tirant d'eau dans le bâtiment depuis des décennies[17].
- Ancien marché au poisson (appelé aussi Resbaladero)
- Église prieurale de El Puerto de Santa María (en)
- Ancien monastère de la Victoria (en) (XVIe siècle), où a été installée la prison de El Puerto de Santa María (es) de 1886 à 1981
- Chapelle de Santa Clara (es) (XVIe siècle)
- Site archéologique et château de Doña Blanca
- Palais de Villarreal y Purullena (XVIIIe siècle), où est basée la Fondation Luis Goytisolo
- Musée municipal (es)
- Parque Metropolitano Marisma de Los Toruños y Pinar de la Algaida (1 000 ha, également sur Puerto Real)[18],[19]